# Bobby Deol
Bobby Deol, pseudonimo di Vijay Singh Deol (in punjabi ਵਿਜੇ ਸਿੰਘ ਦੇਓਲ; Bombay, 27 gennaio 1967), è un attore indiano.
È figlio dell'attore Dharmendra e fratello minore di Sunny Deol, entrambi personaggi noti della produzione cinematografica di Bollywood. Nel 1977 fece il suo debutto all'età di dieci anni recitando un ruolo come comparsa nel film Dharam Veer. Debuttò ufficialmente come protagonista di un film solamente nel 1995, recitando in Barsaat.
Deol ha recitato per lo più in film di genere thriller, spesso interpretando il ruolo dell'antieroe che, in cerca di vendetta per la perdita di persone care, si ritrova a commettere crimini. Esempi in questo senso sono le pellicole Badal, Gupt, Jurm e Bichhoo. I film in cui recita spesso trattano il tema della gelosia, dell'inganno e della vendetta e nei thriller romantici è coinvolto in triangoli amorosi. Alcuni dei film in cui recita successivi sono Barsaat (1995), Gupt (1997), Soldier (1998), Badal (2000), Ajnabee (2001), Humraaz (2002), Apne (2007), Appartamento per... 3 (2008) e Yamla Pagla Deewana (2011).
Deol ha vinto il Filmfare Best Debut Award per il suo ruolo nel film del 1995 Barsaat ed è stato nominato per il Filmfare Best Actor Award per la sua performance nella pellicola Humraaz nel 2002.

## Vita privata
Bobby Deol proviene da una famiglia Jat Sikh ed è il secondo figlio della super star dei film di Bollywood Dharmendra e Prakash Kaur. È il fratello minore di Sunny Deol, ha due sorelle, Vijeyta e Ajita, e due sorelle acquisite – dal secondo matrimonio di suo padre con l'attrice Hema Malini – Esha Deol e Ahana Deol. L'attore Abhay Deol è il suo cugino più giovane. Bobby Deol voleva studiare presso la Lawrence School a Sanawar, ma in seguito frequentò il College Mayo a Ajmer, dove completò il suo percorso scolastico. È stato fidanzato per breve tempo con l'attrice Neelam ed è sposato dal 1996 con Tanya Ahuja, con la quale ha avuto due figli: Aryaman e Dharam.

## Filmografia
- Dharam Veer (1977): Dharam da bambino
- Barsaat (1995): Badal
- Gupt: The Hidden Truth (1997): Sahil Sinha
- ...Aur Pyaar Ho Gaya (1997): Bobby Oberoi
- Kareeb (1998): Brij 'Birju' Kumar
- Soldier (1998): Vicky/Raju Malhotra
- Dillagi (1999): Rajvir/Rocky
- Badal (2000): Raja/Badal
- Hum To Mohabbat Karega (2000): Rajiv Bhatnagar
- Bichhoo (2000): Jeeva
- Aashiq (2001): Chander Kapoor
- Ajnabee (2001): Raj Malhotra
- Kranti (2002): Abhay Pratap Singh
- 23rd March 1931: Shaheed (2002): Bhagat Singh
- Humraaz (2002): Raj Singhania
- Chor Machaaye Shor (2002): Shyam Singh/Ispettore Ram Singh
- Kismat (2004): Tony
- Bardaasht (2004): Aditya Shrivastav
- Ab Tumhare Hawale Watan Saathiyo (2004): Capitano Kunaljit Sing/Tenente Vikramjeet Singh
- Jurm (2005): Avinash Malhotra
- Tango Charlie (2005): Sepoy Tarun Chauhan
- Nalayak (2005): Comparsa speciale
- Barsaat (2005): Araav
- Dosti: Friends Forever (2005): Karan
- Quando torna l'amore (Humko Tumse Pyaar Hai) (2006): Raj
- Alag (2006): Comparsa speciale
- Shakalaka Boom Boom (2007): A. J.
- Jhoom Barabar Jhoom (2007): Steve Singh/Satvinder Singh
- Apne (2007): Karan Singh Choudhary
- Naqaab (2007): Karan Khanna
- È tempo di sognare (Nahne Jaisalmer, 2007)
- Om Shanti Om (2007): Comparsa speciale
- Chamku (2008)
- Heroes (2008)
- Appartamento per... 3 (Dostana, 2008)
- Ek: The Power of One (2009)
- Vaada Raha (2009)
- Help (2010)
- Yamla Pagla Deewana (2011)
- Thank You (2011)
- Players (2012)
- Yamla Pagla Deewana 2 (2013)
- Singh Saab The Great (2013)
- Poster Boys (2017)
- Race 3 (2018)